# 船橋競馬場站
船橋競馬場站（日语：／ Funabashi-keibajō eki */?）是位於日本千葉縣船橋市宮本，屬於京成電鐵本線的鐵路車站。車站編號是KS24。

## 年表
- 1927年（昭和2年）8月21日 - 谷津支線通車時的分岐站花輪站開業[1]。
- 1931年（昭和6年）11月18日 - 車站改稱京成花輪站。
- 1934年 (昭和9年) 6月22日 - 京成谷津支線廢止。
- 1950年（昭和25年）7月8日 - 車站改稱船橋競馬場前站。
- 1955年（昭和30年）11月3日 - 船橋健康中心開業。
- 1963年（昭和38年）12月1日 - 車站改稱中心船橋競馬場前站。「中心」取自於船橋健康中心。
- 1977年（昭和52年）5月5日 - 船橋健康中心關閉。
- 1978年（昭和53年） - 待避設備完成。
- 1987年（昭和62年）4月1日 - 車站改稱船橋競馬場站[3]。

## 車站構造
島式月台2面4線地面車站，站房為跨站式站房。
以前的月台是在現行Lalaport TOKYO-BAY免費接駁巴士停靠處，之後隨著興建跨站式站房遷移至現址。
月台位於彎道上，所有不待避的上行列車都走彎道外側的1號線。
| 月台 | 路線     | 方向 | 目的地                                     |
| ---- | -------- | ---- | ------------------------------------------ |
| 1、2 | 京成本線 | 下行 | 日暮里、上野、押上、 淺草線、 京急本線方向 |
| 3、4 | 京成本線 | 上行 | 津田沼、千葉、成田機場方向                 |

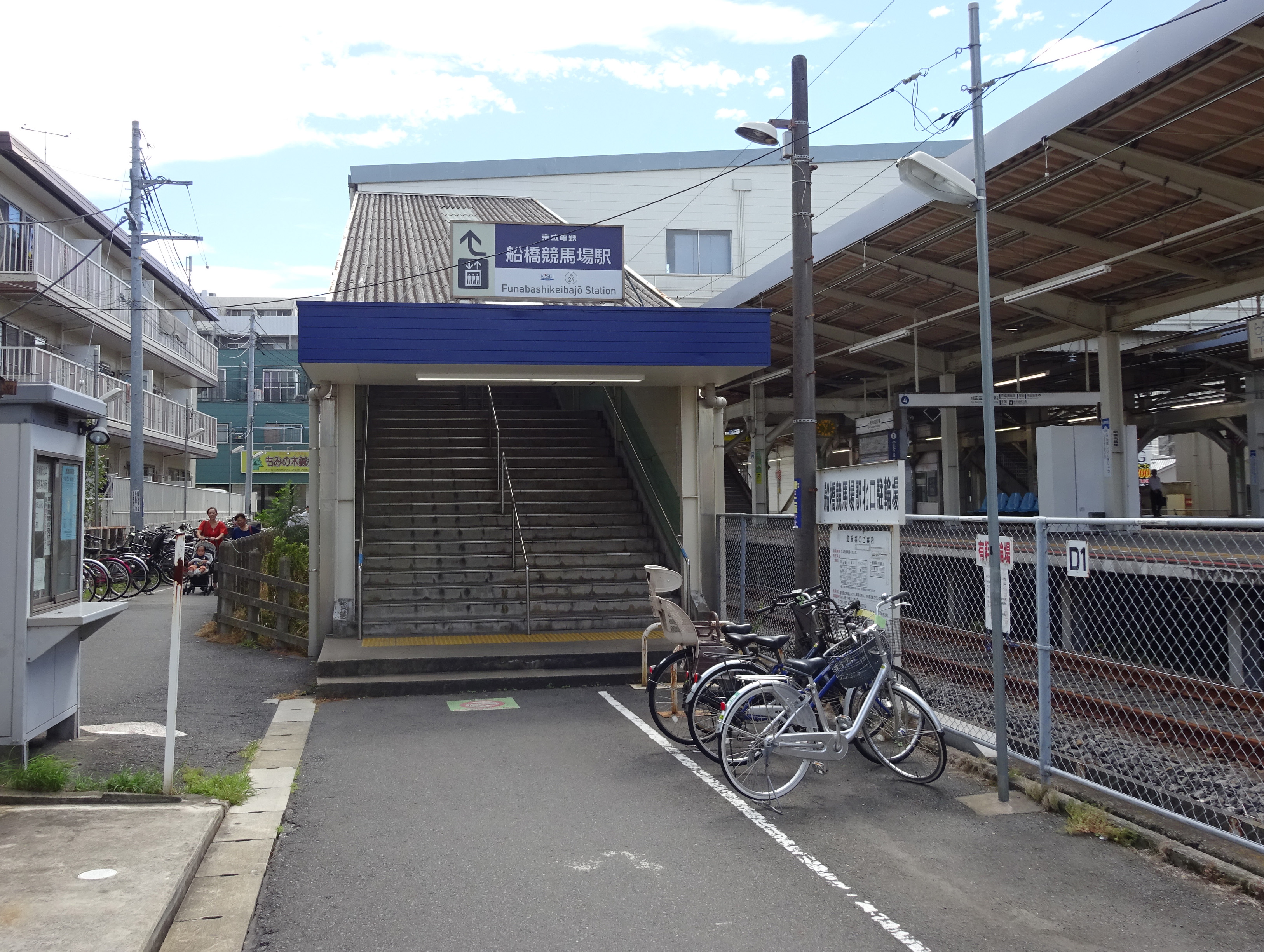
北側出入口（2018年9月）
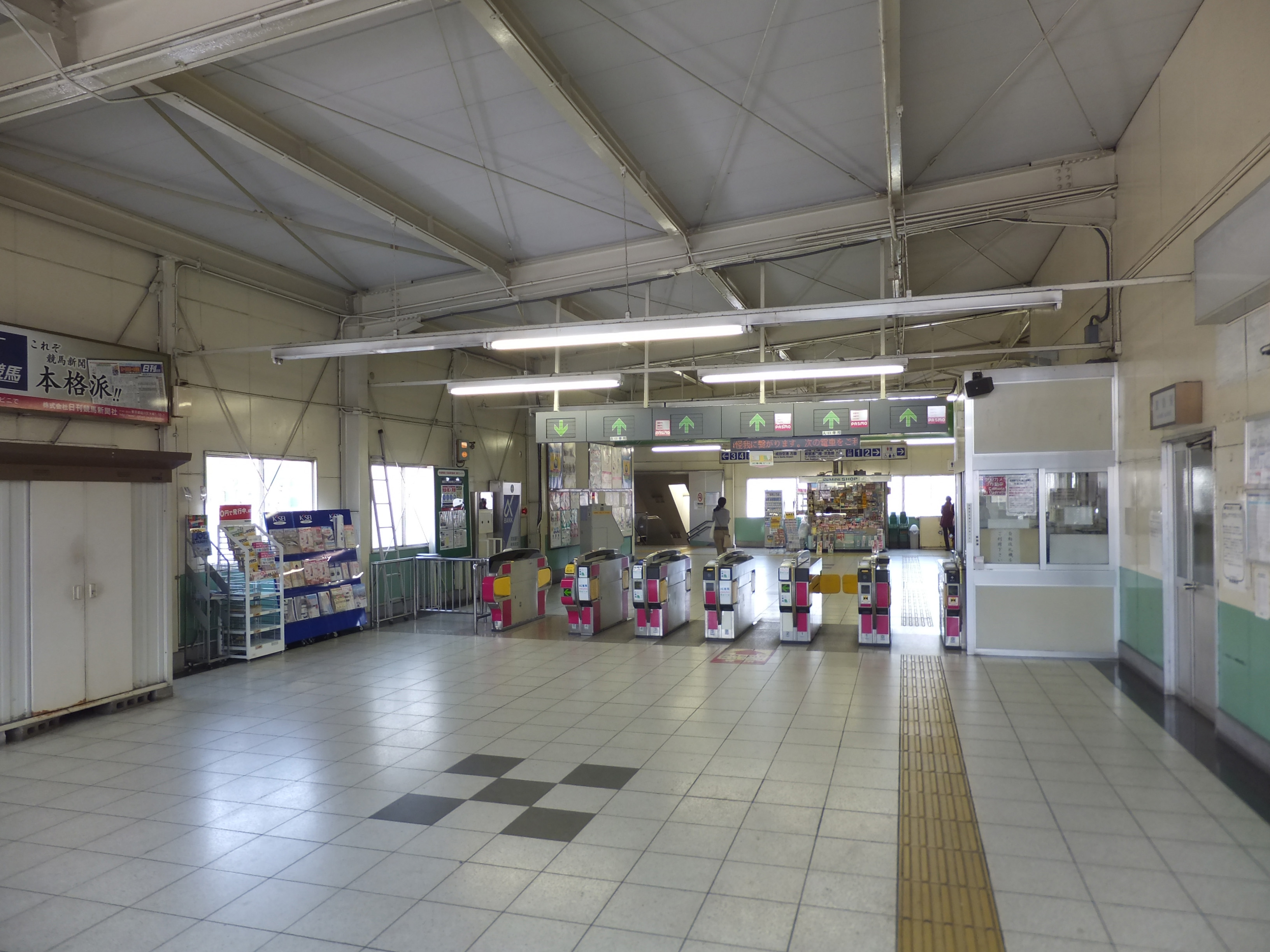
剪票口附近（2012年4月）
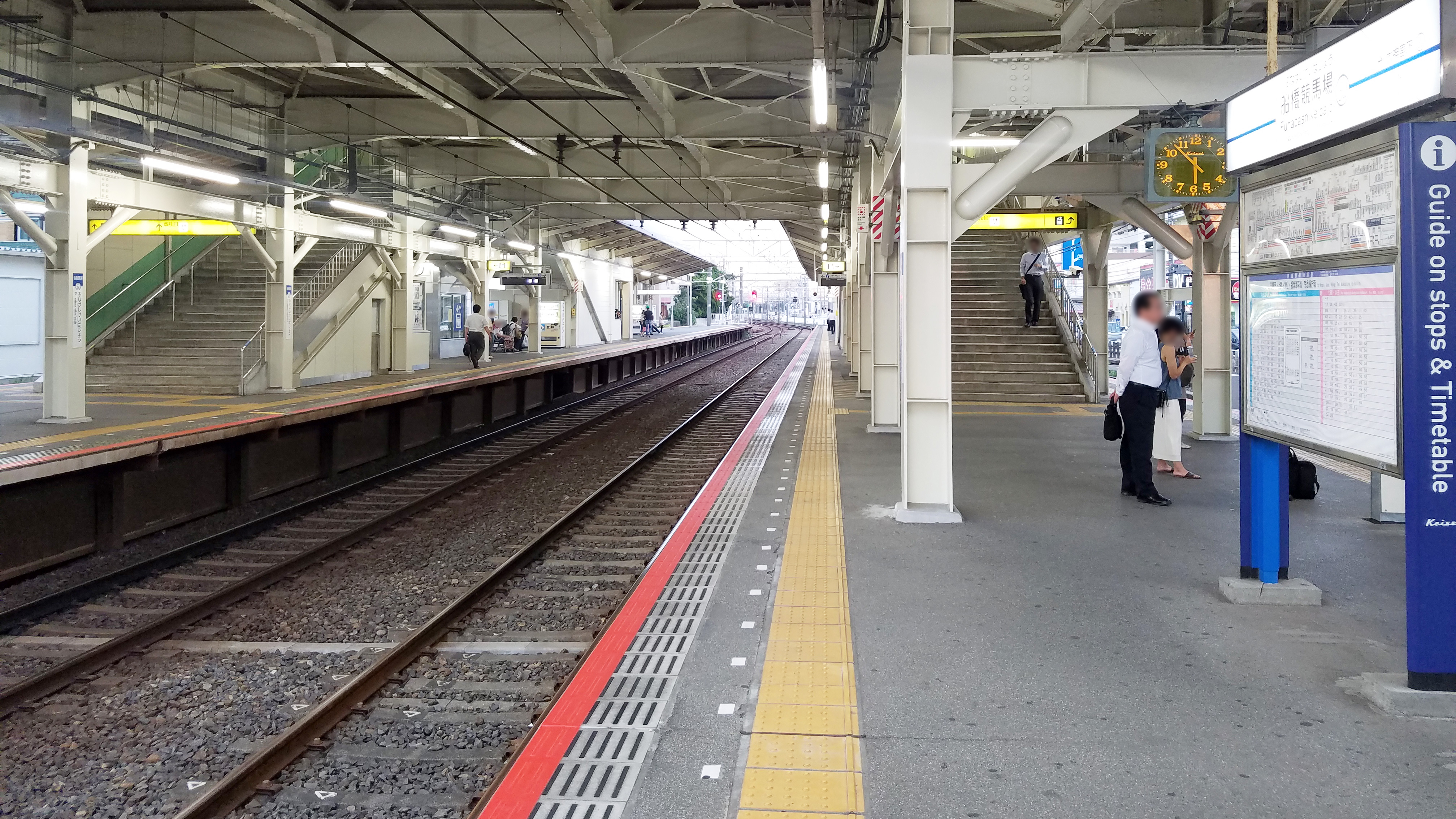
月台（2017年8月）
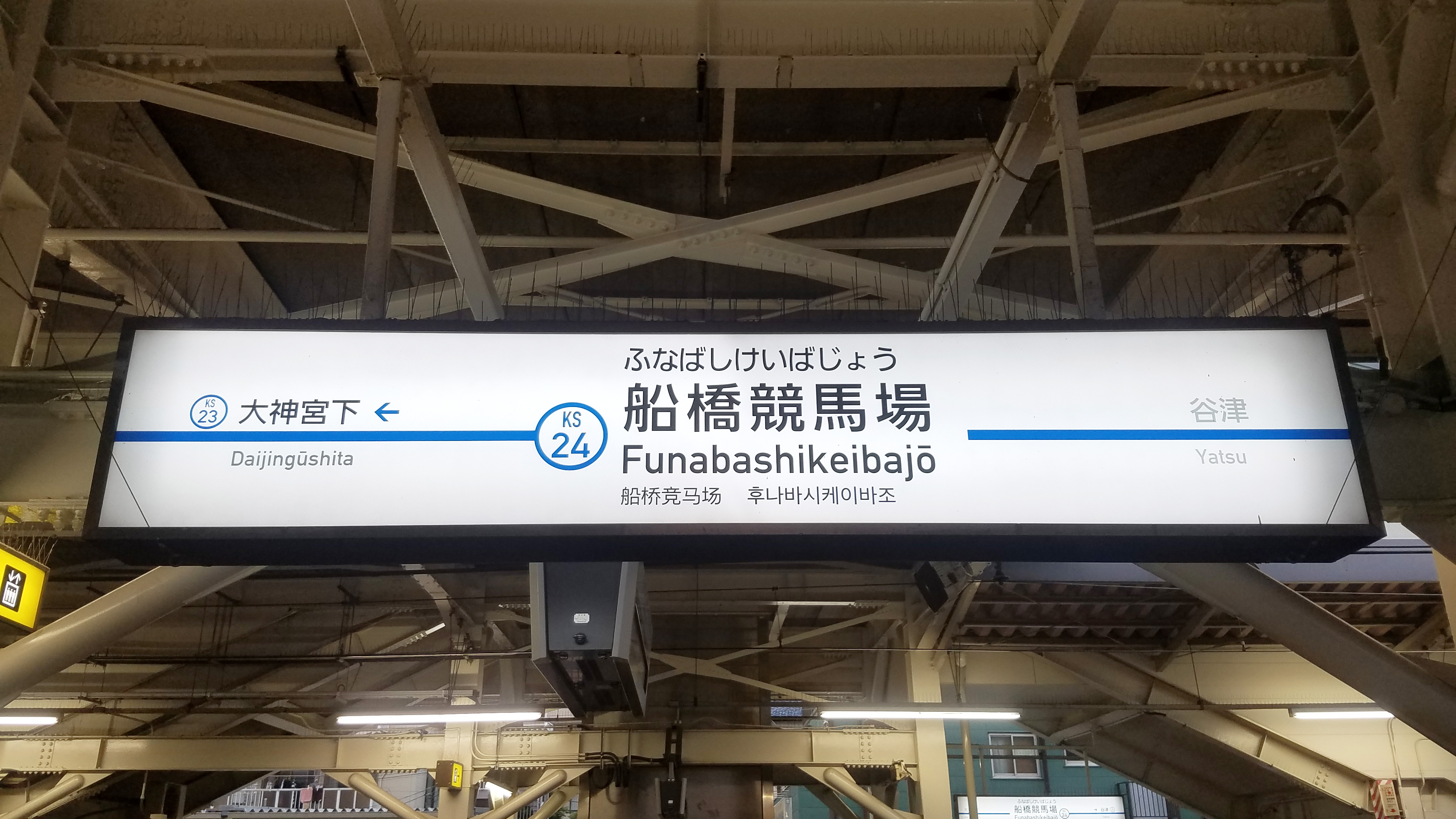
站名標記（2017年8月）

## 使用情況
2016年度1日平均上下車人次為20,176人。京成線內69個車站當中排行第25位。
近年1日平均上下車人次以及上車人次如下表。
| 年度               | 1日平均 上下車人次 | 1日平均 上下車人次 | 1日平均 上車人次 | 1日平均 上車人次 |
| ------------------ | ------------------ | ------------------ | ---------------- | ---------------- |
| 1995年（平成07年） |                    |                    | 10,338           | [ 7 ]            |
| 1996年（平成08年） |                    |                    | 10,244           | [ 8 ]            |
| 1997年（平成09年） |                    |                    | 10,064           | [ 9 ]            |
| 1998年（平成10年） |                    |                    | 9,700            | [ 10 ]           |
| 1999年（平成11年） |                    |                    | 9,314            | [ 11 ]           |
| 2000年（平成12年） |                    |                    | 9,718            | [ 12 ]           |
| 2001年（平成13年） |                    |                    | 9,432            | [ 13 ]           |
| 2002年（平成14年） |                    |                    | 9,446            | [ 14 ]           |
| 2003年（平成15年） | 18,651             | [ 15 ]             | 9,511            | [ 16 ]           |
| 2004年（平成16年） | 19,241             | [ 17 ]             | 9,722            | [ 18 ]           |
| 2005年（平成17年） | 19,659             | [ 19 ]             | 9,976            | [ 20 ]           |
| 2006年（平成18年） | 19,409             | [ 21 ]             | 9,826            | [ 22 ]           |
| 2007年（平成19年） | 18,804             | [ 23 ]             | 9,488            | [ 24 ]           |
| 2008年（平成20年） | 19,405             | [ 25 ]             | 9,807            | [ 26 ]           |
| 2009年（平成21年） | 18,908             | [ 27 ]             | 9,541            | [ 28 ]           |
| 2010年（平成22年） | 19,080             | [ 29 ]             | 9,620            | [ 30 ]           |
| 2011年（平成23年） | 18,706             | [ 31 ]             | 9,454            | [ 32 ]           |
| 2012年（平成24年） | 18,500             | [ 33 ]             | 9,339            | [ 34 ]           |
| 2013年（平成25年） | 18,718             | [ 35 ]             | 9,451            | [ 36 ]           |
| 2014年（平成26年） | 19,198             | [ 37 ]             |                  |                  |
| 2015年（平成27年） | 19,847             | [ 4 ]              |                  |                  |
| 2016年（平成28年） | 20,176             | [ 4 ]              |                  |                  |

## 車站周邊
- 船橋競馬場

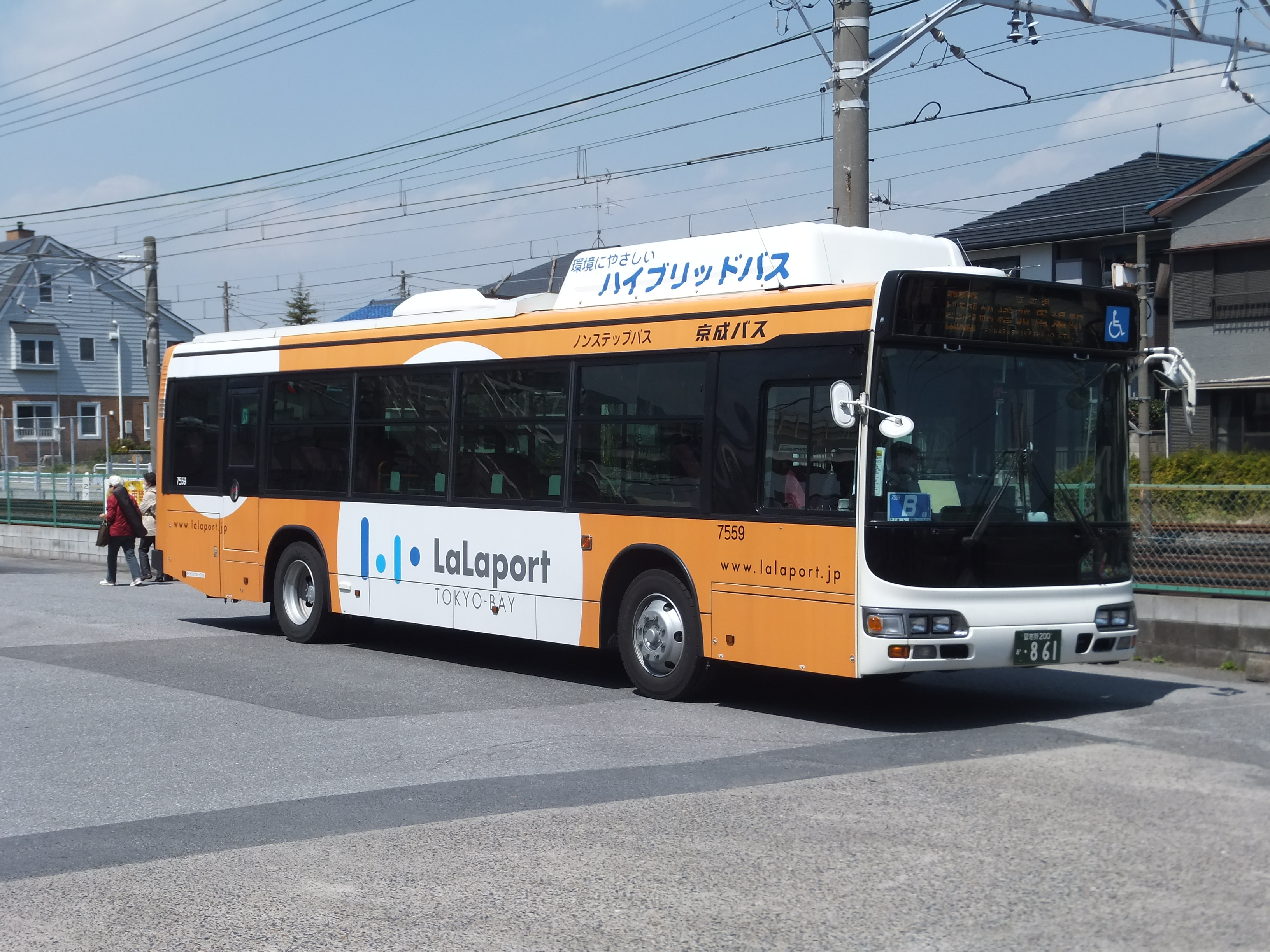
Lalaport TOKYO-BAY免費接駁巴士

  - 船橋場外（日语：サテライト船橋）（競輪場外售票處「Satellite船橋」、Auto Race（日语：オートレース）場外售票處「Auto RaceOK 船橋」）
  - OK（日语：オーケー）船橋競馬場店
- Lalaport TOKYO-BAY（日语：ららぽーとTOKYO-BAY） - 步行9分，本站有免費接駁巴士。（班距15〜20分）
- 簡保生命船橋支店
- 京葉線南船橋站
- ViVit南船橋（日语：ビビット南船橋）
- 船橋濱町郵便局
- IKEA TOKYO-BAY
- 千葉縣立船橋高等學校（日语：千葉県立船橋高等学校）
- 國稅廳船橋稅務署（日语：税務署）
- Yuasa Funashoku（日语：ユアサ・フナショク）本社
- 國道14號（千葉街道）
- 京葉道路（國道14號） - 花輪交流道
- Kohnan（日语：コーナン）

## 巴士路線
| 乘車處       | 系統 | 主要行經地         | 目的地                 | 運行公司     | 備註   |
| ------------ | ---- | ------------------ | ---------------------- | ------------ | ------ |
| 船橋競馬場站 | 船72 | Lalaport東口       | 南船橋站               | 京成巴士系統 | 僅傍晚 |
| 船橋競馬場站 | 船72 | 大神宮下站前通     | 京成船橋站             | 京成巴士系統 | 僅早晨 |
| 船橋競馬場站 | ら01 | 競馬場             | Lalaport東口、南船橋站 | 京成巴士系統 |        |
| 船橋競馬場站 | ら01 | 谷津站、谷津七丁目 | 津田沼站南口、東船橋站 | 京成巴士系統 |        |

- 南口有Lalaport的免費接駁巴士。從Lalaport步行五分鐘左右可至東日本旅客鐵道（JR東日本）京葉線南船橋站。

## 其他
- 1927年（昭和2年）至1934年（昭和9年），本站至谷津遊園前的谷津遊園地站之間為谷津支線。

## 相鄰車站
京成電鐵
 本線
■快速特急、■特急、■通勤特急
通過
■快速
京成船橋（KS22）－船橋競馬場（KS24）－京成津田沼（KS26）
■普通
大神宮下（KS23）－船橋競馬場（KS24）－谷津（KS25）

## 外部連結
- 船橋競馬場｜電車與車站資訊｜京成電鐵
- 船橋競馬場站PDF - 京成電鐵